# جون ورذن
جون ورذن (بالإنجليزية: John Worthen)‏ هو ناقد أدبي بريطاني، ولد في 7 يونيو 1943.